# راده بوغدانوفيتش
راده بوغدانوفيتش (مواليد 21 مايو 1970) هو لاعب كرة قدم. يلعب مع منتخب صربيا لكرة القدم منذ عام 1997.

## وصلات خارجية
- راده بوغدانوفيتش على موقع رابطة كرة القدم اليابانية للمحترفين (اليابانية)
- راده بوغدانوفيتش على موقع دوري كوريا الجنوبية (الإنجليزية)
- راده بوغدانوفيتش على موقع قاعدة بيانات كرة القدم.إي يو (الإنجليزية)
- راده بوغدانوفيتش على موقع ناشيونال فوتبول تيمز (الإنجليزية)
- راده بوغدانوفيتش على موقع Soccerbase.com (لاعب) (الإنجليزية)
- راده بوغدانوفيتش على موقع عالم كرة القدم.نت (الإنجليزية)

- National Football Teams